# Viaje a través del tiempo

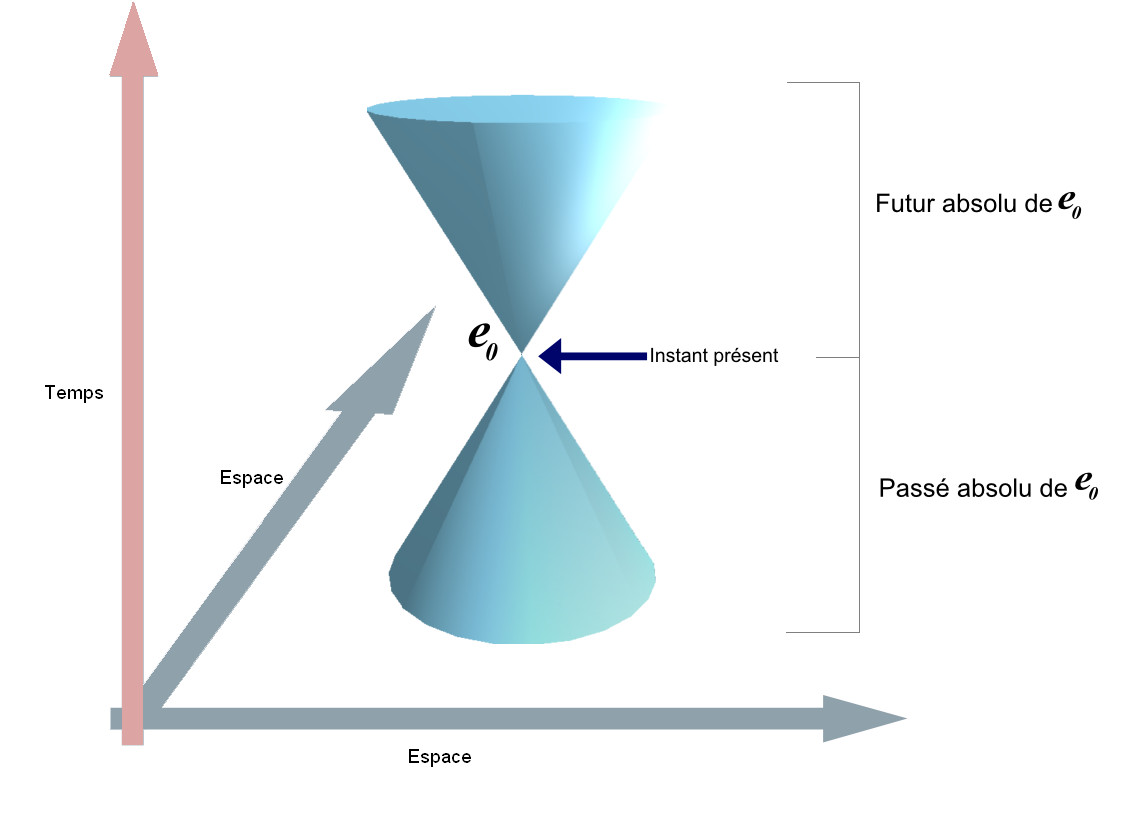
Representación tridimensional del futuro causal y el pasado causal de un evento. El evento se encuentra en el vértice central del cono de luz (azul), donde se unen el cono superior y el inferior. Todos los puntos dentro del cono superior corresponden a su futuro causal; todos los puntos en el cono inferior, a su pasado causal. El eje vertical (rojo) representa el avance del tiempo, mientras que las flechas horizontales indican dos direcciones espaciales.

El viaje a través del tiempo, también denominado viaje transtemporal, es un concepto que alude al desplazamiento hacia adelante o hacia atrás en diferentes puntos del tiempo, de forma análoga al desplazamiento en el espacio. En ciertas interpretaciones, el viaje en el tiempo también incluiría el tránsito entre distintas líneas temporales, realidades alternativas o universos paralelos.
En el ámbito de la física teórica, el concepto se relaciona con la relatividad especial y la relatividad general, que permiten, bajo ciertas condiciones, dilataciones temporales significativas y trayectorias que podrían interpretarse como «viajes» hacia el futuro o, hipotéticamente, hacia el pasado. Asimismo, la mecánica cuántica y teorías como la gravedad cuántica han dado lugar a hipótesis sobre la existencia de agujeros de gusano o geometrías espaciotemporales que permitirían tales desplazamientos.
El estudio del viaje en el tiempo también considera las implicaciones lógicas y causales, incluidas las paradojas temporales, como la posibilidad de impedir el nacimiento de un antepasado (conocida como paradoja del abuelo) o los efectos descritos por la paradoja de los gemelos en relatividad. 

## Introducción

### Los viajes a través del tiempo en la física
De acuerdo con la descripción convencional de la teoría de la relatividad, las partículas materiales al moverse a través del espacio-tiempo se mueven hacia adelante en el tiempo (hacia el futuro) y hacia un lado u otro del espacio. El hecho de que la energía total y la masa sean positivas está relacionado con el hecho de que las partículas se muevan hacia el futuro (en mecánica cuántica un cambio de signo en el tiempo o una masa negativa son equiparables).
Un aspecto comprobado experimentalmente de la teoría de la relatividad es que viajar a velocidades cercanas a la velocidad de la luz ocasiona una dilatación del tiempo, por la cual el tiempo de un individuo que viaja a esa velocidad corre más lentamente. Desde la perspectiva del viajero, el tiempo «externo» parece fluir más rápidamente, causando la impresión de que el individuo hizo un viaje a través del tiempo. Sin embargo, este fenómeno en sí mismo es viajar en el tiempo. 
El concepto de viaje en el tiempo ha sido frecuentemente utilizado para examinar las consecuencias de teorías físicas como la relatividad especial, la relatividad general y la teoría cuántica de campos. Aunque no existe evidencia experimental del viaje en el tiempo, sí existen razones teóricas importantes para considerar posible la existencia de cierto tipo de viaje a través del tiempo. En cualquier caso, las teorías actuales de la física no permiten ninguna posibilidad de viajar en el tiempo, en un espacio-tiempo del tipo del que se cree es nuestro espacio-tiempo, que no parece tener líneas temporales cerradas.

### Argumentos favorables a la factibilidad
La teoría especial de la relatividad de Albert Einstein (y por extensión la teoría general) permite explícitamente un tipo de dilatación temporal que ordinariamente se podría denominar “viaje en el tiempo”. La teoría sostiene que relativamente a un observador estacionario, el tiempo parece fluir más lentamente para los cuerpos que se desplazan rápidamente. Por ejemplo, un reloj que se desplaza parecerá correr más lento; al incrementar su velocidad y acercarse a la velocidad de la luz parecerá haberse detenido completamente. Sin embargo, este efecto solo hace posible el “viaje en el tiempo” hacia adelante en el futuro, nunca hacia atrás. Este tipo de viaje no es típico de la ciencia ficción, y no se tiene ninguna duda acerca de su existencia; sin embargo, de aquí en adelante “viaje en el tiempo”, propiamente dicho, se referirá al recorrido con algún grado de libertad hacia el pasado o el futuro.
Muchos científicos consideran que el viaje a través del tiempo propiamente dicho es imposible. Esta opinión se ve reforzada por un argumento basado en la navaja de Occam. Cualquier teoría que permita el viaje en el tiempo requiere que algunas situaciones relacionadas con la causalidad (o, en su caso, retrocausalidad) sean resueltas. ¿Qué pasaría si alguien trata de viajar en el tiempo y mata a su propio abuelo? (Véase la paradoja del abuelo).
Además, en la ausencia de cualquier evidencia experimental de la posibilidad del viaje en el tiempo, es teóricamente más simple suponer que no puede ocurrir. De hecho, el físico Stephen Hawking ha sugerido que la ausencia de turistas del futuro constituye un fuerte argumento en contra de la existencia del viaje en el tiempo (véase Conjetura de protección de la cronología). Eso sería una variante de la paradoja de Fermi (“si no hay visitantes extraterrestres es porque los extraterrestres no existen”), en la que se hablaría de “viajeros del tiempo” en lugar de “visitantes extraterrestres”. Dadas estas circunstancias, otros sugieren —a los que sostienen la posición de Hawking— que en el caso de que en un futuro el ser humano pudiese viajar al pasado, este no podría regresar a un espacio temporal anterior al momento de la puesta a punto de la hipotética máquina del tiempo que lo permitiese.
También se ha sugerido que al viajar al pasado se estaría “creando” un universo paralelo y no se viajaría al propio pasado sino a una copia de este, pero con una diferencia: la existencia de un turista temporal. De este modo se tendría dos espacios temporales simultáneos: uno donde aparece un turista del tiempo y otro donde no aparece. Ésta sería una hipótesis para discutir la paradoja de “Si mañana planeo un viaje a hoy para decirme ‘hola’, ¿por qué hoy no tengo un doble a mi lado diciéndome ‘hola’?” Sin embargo, asumiendo que el viaje temporal no es posible, también resulta interesante para los físicos la pregunta de por qué y qué leyes físicas lo impiden.

### Argumentos opuestos a la factibilidad
Además de algunas objeciones lógicas y filosóficas, se han señalado un buen número de argumentos físicos que sugieren imposibilidades técnicas para ciertas formas de viaje en el tiempo, y que han mostrado las dificultades técnicas en que incurrirían algunas propuestas de viaje en el tiempo. Es importante destacar que, dado el conocimiento físico actual, es necesario considerar las restricciones que impone la teoría especial de la relatividad para discutir la factibilidad de dichos viajes. La teoría de la relatividad especial fue propuesta por Albert Einstein a principios del siglo XX para resolver algunos problemas surgidos en el marco del electromagnetismo y que habían quedado manifiesto en el famoso experimento de Michelson-Morley. Albert Einstein publicó su teoría en 1905; un poco más tarde, en 1908, Hermann Minkowski descubrió que dicha teoría se podía formular adecuadamente en un espacio de cuatro dimensiones, en la que la dimensión temporal era precisamente la cuarta dimensión.

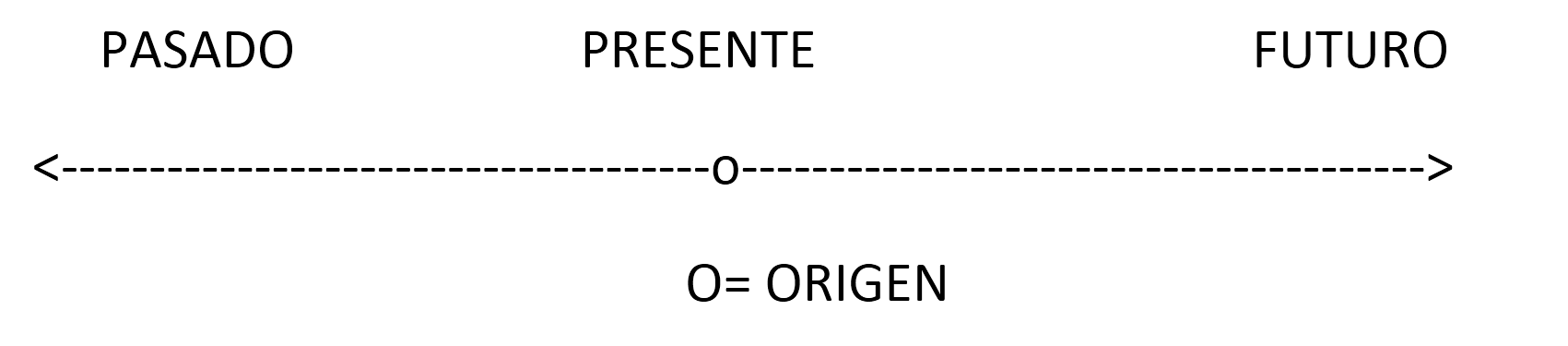
Representación lineal del tiempo, en la concepción clásica prerrelativista del mismo.

En dicha teoría se pone en duda el concepto clásico de tiempo. Antes de la teoría de la relatividad los científicos habían asumido una representación lineal para el tiempo, es decir, se representa como una recta imaginaria que se prolonga indefinidamente en el pasado y el porvenir, aparece como un continuo ilimitado en una sola dimensión y nosotros ocupamos un punto determinado (presente), que se mueve siempre en la misma dirección. La división tripartita basada en la representación gráfica del tiempo como una línea, captura la concepción general del tiempo que tenían la mayor parte de los científicos hasta principios del siglo XX; aún hoy se utiliza en física clásica y otras ciencias.
Entre los argumentos contrarios a la posibilidad de viaje en el tiempo más comunes cabe destacar:
1. En un espacio-tiempo normal (i.e. uno que sea geodésicamente completo y globalmente hiperbólico) una partícula no puede seguir una trayectoria cerrada en el espacio-tiempo, por lo que no es posible por medio de aceleraciones y deceleraciones volver al punto de partida.
2. Muchos medios imaginados en la ciencia ficción ignoran el principio de conservación de la energía.
3. Llevar una partícula a velocidades cercanas a la luz requiere cantidades de energía progresivamente mayores.

### La posibilidad de las paradojas temporales
El principio de autoconsistencia de Novikov y cálculos recientes de Kip Thorne indican que simples masas pasando en el tiempo a través de agujeros de gusano no podrían generar paradojas, ya que no existen condiciones iniciales que induzcan una paradoja una vez que es introducido el viaje en el tiempo. Si sus resultados pueden ser generalizados sugerirían, curiosamente, que ninguna de las paradojas formuladas en las historias de viaje temporal puedan ser realmente formuladas en un nivel físico: es decir, que cualquier situación que se provoque en una historia de viaje temporal puede permitir muchas soluciones coherentes. Las circunstancias podrían, sin embargo, tornarse casi increíblemente extrañas.
Los universos paralelos son una posibilidad teórica que evitaría la mayor parte de las paradojas relacionadas con viajes a través del tiempo. La interpretación de mundos múltiples de H. Everett sugiere que todos los eventos cuánticos posibles pueden ocurrir simultáneamente en historias exclusivas. Estas historias alternas o paralelas, formarían un árbol ramificado que simbolizaría todos los posibles resultados de cualquier interacción.
Debido a que todas las posibilidades existen, cualquier paradoja puede ser explicada al ocurrir los eventos paradójicos en un universo diferente. Este concepto es frecuentemente utilizado en la ciencia ficción. Sin embargo, en la actualidad, los físicos creen que dicha interacción o interferencia entre estas historias alternativas no es posible (véase la conjetura de protección cronológica de Stephen Hawking).

### Paradoja de la inexistencia de viajeros del tiempo
Si tenemos en cuenta que cada vez sabemos más de física cuántica y que la tecnología progresa a través del tiempo, se puede postular que deberíamos ser visitados por viajeros del tiempo, hecho no observado, y que puede ser considerado una paradoja. Para explicar esto, se ha postulado que esto puede indicar que la humanidad se extinguirá antes de descubrir la tecnología de viajar en el tiempo, lo que también se aplicaría a presuntos mundos en universos paralelos, porque ellos tampoco habrían desarrollado la tecnología para viajar entre universos.
Otra paradoja dice que aun siendo posible crear una máquina del tiempo dentro de cien años, esta no podría volver más atrás del momento en el que se construyó dicha máquina porque se tardaría más de cien años en crear una relación de tiempo de cien años. Dicho esto, se podría construir una máquina durante ciento diez años para regresar atrás en el tiempo cien años, pero no cuatrocientos. La única posibilidad sería, por ejemplo, que otra civilización hubiese construido una máquina mucho antes de nuestra existencia para así poder volver hasta el punto en el que se construyó, es decir, antes de haberse creado la tierra.
Otras explicaciones menos convencionales y con características pseudocientíficas, son aquellas que postulan la existencia de viajeros temporales ocultos. Tales viajeros rehusarían manifestarse públicamente y actuarían como auténticos «turistas» temporales u observadores, sin, aparentemente, mayor injerencia en los asuntos de la humanidad actual, pero esta hipótesis sería, por supuesto, completamente indemostrable. Se ha alegado, también, que ciertos individuos podrían ser viajeros temporales más o menos ocultos, mencionándose entre ellos a notables inventores o literatos; no obstante ninguna de las pruebas aducidas resulta convincente. Del mismo modo supuestos «visitantes» de otras épocas han probado ser, en todos los casos, fraudes o productos de informes inexactos. Ciertos autores mencionan como evidencia del viaje temporal los vestigios de civilizaciones con una tecnología muy similar a la nuestra, como por ejemplo el mecanismo de Anticitera que data de entre los años 82 y 65 a. C. o las baterías de Bagdad, procedentes de la misma época. En todos estos casos la existencia de tales dispositivos tecnológicos puede ser explicada mucho mejor enmarcándolos en su contexto histórico.

## Tipos de viajes en el tiempo

### Los equivalentes de viaje temporal y viaje a la velocidad de la luz
Se puede señalar que si alguien es capaz de mover información de un punto a otro más rápido que la velocidad de la luz, de acuerdo a la relatividad especial, equivale a que un observador percibe una transferencia de información hacia el pasado. Por otra parte, no se han propuesto mecanismos físicos que sugieran que esa posibilidad es técnicamente viable de acuerdo con la relatividad especial.
La teoría general de la relatividad, por su parte, ofrece algunas posibilidades teóricas adicionales. Esta teoría formulada por Einstein generaliza la teoría especial de la relatividad que hemos considerado hasta ahora. Esta teoría, además de su mayor generalidad, es capaz de describir adecuadamente la gravedad desde un punto de vista relativista. La interpretación de la gravedad que hace esta teoría es que la materia “curva” el espacio y el tiempo que se encuentra a su alrededor. Estas propiedades de la curvatura abren nuevas posibilidades para el viaje a través del tiempo:
- Teóricamente existen soluciones de las ecuaciones que incluyen líneas temporales que se curvan alrededor de un círculo y se reconecten con su propio pasado. La primera y más famosa de estas soluciones, conocida como universo de Gödel, fue hallada por Kurt Gödel, aunque dicha solución atribuye al universo ciertas características físicas que no parecen corresponderse con las de nuestro universo. La teoría de la relatividad general en sí misma no prohíbe la curva temporal cerrada o curva cerrada de tipo tiempo (traducción literal del inglés closed timelike curve), que puede llegar a aparecer en las soluciones de las ecuaciones. Sin embargo, la mayoría de los físicos cree que es necesario explicar correctamente las condiciones si se pretende una descripción completa y realista, es decir, las condiciones adicionales, las cuales, de no cumplirse, eliminarían la posibilidad de las curvas temporales cerradas debido a sus implicaciones paradójicas, por ejemplo aquellas que se relacionan con la hipotética retrocausalidad (la posibilidad que tendría el viajero al pasado de influir en el mismo, con los consiguientes resultados en el presente, según vemos contempla la paradoja del abuelo).
- Existe además la posibilidad de que diferentes regiones del espacio inicialmente separadas entren en contacto mediante la formación de un «puente» o «agujero de gusano». En general estas requerirían pasar por estados topológicamente no equivalentes que involucren «rasgado» del espacio-tiempo, posibilidad recientemente considerada en la teoría de cuerdas y explicado divulgativamente por Brian Greene en El universo elegante.

### Viajes hacia nuestro futuro.
En realidad todas las partículas viajan continuamente hacia el futuro, ya que el tiempo fluye siempre en la misma dirección, y el paso del tiempo es solo el movimiento hacia el futuro, en los términos en que los describe la teoría de la relatividad. Esto ocurre porque el tiempo se retarda al acercarse a un objeto a la velocidad de la luz. Sin embargo, el flujo de avance hacia el futuro puede ser algo lento para la duración de la vida humana. Para conocer lo que sucederá mañana, tan solo se tiene que esperar un día sin necesidad de hacer un desplazamiento en el tiempo, pero conocer el futuro lejano y, por ejemplo, conocer a nuestros tataranietos o contemplar la civilización dentro de mil años, es diferente. El efecto relativista de la dilatación del tiempo ofrece, al menos teóricamente, la posibilidad de viajar al futuro evitando envejecer.
En la paradoja de los gemelos, los dos hermanos se encontraban en el futuro pero habían recorrido caminos diferentes, y uno de ellos, el que se había acelerado hasta viajar a gran velocidad en una nave espacial, había reducido su envejecimiento. Aunque el tiempo propio medido por un observador en movimiento respecto a otro será menor y la magnitud del efecto viene dada por la velocidad (v) del observador en movimiento y la velocidad de la luz (c):

{\displaystyle \Delta {\bar {t}}=\gamma \ \Delta t={\frac {\Delta t_{0}}{\sqrt {1-v^{2}/c^{2}}}}\,}

Sin embargo, desde el punto de vista del propio observador en movimiento, él mismo está en reposo y él no percibe que esté envejeciendo más lentamente. De hecho, para este observador en movimiento sería el observador en reposo quien estaría envejeciendo más rápidamente. Solo en situaciones en que aparecen sistemas de referencia no inerciales en que los dos observadores se encuentren puede darse una situación en que ambos observadores coincidan en que uno de ellos dos ha envejecido más lentamente.
Si consideramos que alguien se aleja en una nave con una velocidad que sea un 90% de la luz, e ignorando el efecto de Dilatación gravitacional del tiempo para simplificar, el tiempo transcurrido en la nave sería unas 2,30 veces más lento para un observador en la Tierra. Es decir, que incluso yendo a esta altísima velocidad solo ganaríamos un modesto factor dos en nuestro viaje al futuro. Para hacer viajes interesantes al futuro necesitamos que la nave vaya a velocidades realmente considerables.
Para viajar a futuros más lejanos ‘solo’ sería necesario hacer que la velocidad fuera aun más cercana a la de la luz. Nuestra nave viajando a gran velocidad en un camino con origen y regreso a la Tierra es una máquina del tiempo para viajar al futuro que, en la medida en que se tenga la capacidad de incrementar su velocidad, puede transportar a un viajero sin envejecerlo a cualquier tiempo posterior.
Es evidente que la construcción de una nave, de este tipo de máquina del tiempo, actualmente está fuera de las posibilidades técnicas de nuestra civilización. Sin embargo, hay ejemplos que demuestran que la idea es correcta. En la Tierra recibimos partículas que vienen del centro de nuestra galaxia a distancias que la luz tarda miles de años en recorrer. Es decir, fueron producidas hace miles de años terrestres. Sin embargo, estas partículas no pueden resistir un viaje ni siquiera de un minuto, ya que se desintegran en cuestión de segundos después de haber sido creadas. ¿Cómo explicar esta paradoja? Haciendo uso de la dilatación temporal: las partículas han sido aceleradas a velocidades tan cercanas a la de la luz que solo habían envejecido segundos mientras que en la Tierra transcurrían miles de años.
Una máquina del tiempo de este tipo es unidireccional, es decir, solo permite viajar al futuro. Esto, sin duda, limita mucho el encanto del viaje. No sería posible, por ejemplo, viajar al futuro para echar un vistazo a los resultados de un juego de azar y volver atrás. La posibilidad de viajar al pasado, que es la que hace realmente interesante una máquina del tiempo, es muy dudosa y puede afectar a principios muy generales. Sin perder de vista estas restricciones, en otro apartado se trata cómo se podría transformar una máquina del tiempo unidireccional basada en la paradoja de los gemelos en una máquina del tiempo de dos direcciones usando un ‘agujero de gusano’.

### Viajes al pasado
Muchos de los viajes al pasado usados en argumentos de ficción, asumen que es posible el paso desde un punto del espacio-tiempo sobre una línea de universo a un punto anterior de dicha línea de universo, sin especificar la trayectoria espacio-temporal seguida por el viajero en el tiempo. Examinada desde el punto de vista de un observador concreto, una partícula que viaja al pasado aparentemente desaparece en un instante dado y reaparece en un instante anterior. Pero, tanto la desaparición de la partícula (inicio del viaje hacia el pasado) como la aparición de la partícula en el pasado (llegada al pasado), son violaciones claras del principio de conservación de la energía (si no existen más partículas involucradas). Además no está claro si la partícula que desaparece en el futuro y reaparece en el pasado está siguiendo una trayectoria fuera del espacio-tiempo. Un recurso de la ciencia ficción para hablar a un lugar fuera del espacio-tiempo ordinario es el concepto de hiperespacio (si bien no parece existir ningún correlato físico claro de qué podría ser esa clase de hiperespacio).
El caso podría ser diferente si existen más partículas involucradas, algunos teóricos como Richard Feynmann propusieron que una antipartícula podía ser concebida como una partícula ordinaria moviéndose hacia el pasado. Así un fotón muy energético que crea un par electrón-positrón, puede ser concebido como un fotón moviéndose hacia el futuro que «choca» contra un electrón moviéndose hacia el pasado y que es rebotado hacia el futuro. Desde el punto de vista de un observador, el electrón moviéndose hacia el pasado sería visto como positrón y el electrón rebotado como un electrón ordinario, en un instante dado, el electrón sería visto dos veces, una vez como positrón y otra como electrón. Un proceso de ese tipo no violaría el principio de conservación de la energía ya que en todo momento la trayectoria estaría contenida en el espacio-tiempo y la partícula nunca desaparecería de manera abrupta.

## Métodos propuestos para su realización

### Utilización de los agujeros de gusano

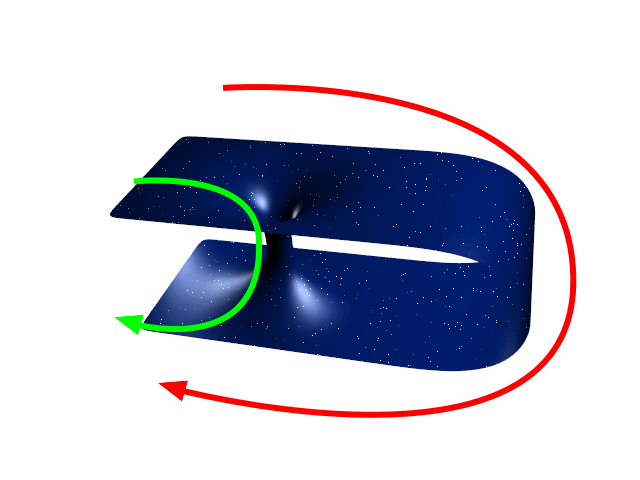
Representación 2D de un agujero de gusano.

Una máquina de viaje temporal propuesta que utilice un agujero de gusano funcionaría (hipotéticamente) de la siguiente manera: se crea de alguna manera un agujero de gusano. Un extremo del túnel es acelerado a una velocidad cercana a la de la luz, quizás con una nave espacial avanzada, y entonces se regresa de vuelta al punto de origen. Debido a la dilatación temporal (debida a la velocidad), el extremo acelerado del túnel ha envejecido menos que el extremo estacionario (desde el punto de vista de un observador externo).
Sin embargo, el tiempo se ve diferente a través del túnel que fuera de él: dos relojes sincronizados puestos en cada extremo del túnel se mantendrán siempre sincronizados (desde el punto de vista de un observador dentro del túnel), sin importar la diferencia de velocidad constante
Esto significa que un observador que entrara al extremo acelerado, saldría por el extremo estacionario cuando el extremo estacionario tenía la misma edad que el extremo acelerado en el momento antes de entrar. Por ejemplo, si antes de entrar al agujero de gusano el observador notó que el reloj en el extremo acelerado mostraba 1980 mientras que el reloj en el extremo estacionario ya decía 1970 entonces el observador podría salir por el extremo estacionario cuando el reloj estacionario todavía decía 1960
Una limitación significativa de tal máquina es que solo es posible viajar hacia el pasado en el punto inicial cuando fue creada la máquina; en esencia, se considera más como un pasaje a través del tiempo que un dispositivo que se mueve a través del tiempo: no permite que la propia tecnología en sí misma viaje a través del tiempo.
Esto puede permitir una explicación alternativa a la Paradoja de la pérdida de información en agujeros negros: algún día se podrá construir una de estas máquinas al pasado, pero todavía no han sido construidas, por lo que los turistas temporales nunca podrán llegar a nuestro presente.
Crear un agujero de gusano de un tamaño apropiado para una nave macroscópica, mantenerlo estable y mover uno de sus extremos con la nave requeriría un nivel significativo de energía en un orden mucho mayor que la cantidad de energía que un sol como el nuestro puede generar en todo su periodo de vida. La creación de un agujero de gusano también requeriría la existencia de una sustancia llamada “materia exótica”, que —aun cuando no es imposible— no se sabe si existe en formas útiles para la generación de un agujero de gusano (Ver por ejemplo el efecto Casimir).
Por lo tanto es inverosímil que tal dispositivo sea construido, incluso con tecnología altamente avanzada. Por otra parte, agujeros de gusano microscópicos aún pueden ser útiles para enviar información de regreso al pasado a través del tiempo.
En 1993, Matt Visser argumentó que los dos extremos de un túnel de gusano con tal diferencia temporal inducida no podrían ser reunidos sin generar un campo cuántico y unos efectos gravitacionales que provocarían que el túnel colapsara o que los dos extremos se repelieran. Debido a esto, los dos extremos no podrían acercarse lo suficiente porque tendría lugar una violación de la causalidad. Sin embargo, en otro artículo de 1997, Visser conjeturó que la compleja configuración de un “anillo Roman” (así nombrado en honor a Tom Roman) de un número N de agujeros de gusano alineados en un polígono simétrico podría actuar como una máquina del tiempo, aunque concluye que esto no sería tanto un defecto en la teoría clásica de la gravedad cuántica, sino más bien la prueba de que es posible violar la causalidad.

#### Utilización de cilindros rotatorios gigantescos
Otra teoría, desarrollada por el físico Frank J. Tipler, implica un cilindro rotatorio. Si un cilindro es lo suficientemente largo y denso, y gira lo suficientemente rápido en relación con su eje longitudinal (como la ergoesfera de un agujero negro), entonces una nave que volara alrededor del cilindro en una trayectoria espiral podría viajar atrás en el tiempo (o hacia adelante, dependiendo del sentido del movimiento de la nave). Sin embargo, la longitud, la densidad y la velocidad requerida son tan grandes que la materia ordinaria no es suficientemente fuerte para construirla.

#### Utilización de vórtices de luz coherente (láser)
Ronald Mallett ha planteado crear vórtices láser envolventes e incluyentes de los objetos a cronotransportar, su idea se basa en la Teoría General de la Relatividad, más exactamente en el postulado por el cual la energía (en este caso la luz) no solo es curvada por la gravedad sino que puede tener efectos másicos que curvan al tejido espacio-temporal, haciendo arrastres de marco y curvas cerradas de tipo tiempo.

#### Utilización de una cuerda cósmica
Se puede construir un dispositivo similar a partir de una cuerda cósmica, que es un tipo de materia exótica especial, cuya existencia es postulada hipotéticamente en diversas teorías físicas especulativas. Las energías involucradas para interactuar con ellas serían probablemente prohibitivamente altas y seguramente constituirían una posibilidad tecnológicamente inviable.
El dispositivo mediante cuerdas cósmicas propuesto por Richard Gott se basa en la solución de las ecuaciones de la relatividad general para ese tipo de materia exóticas. De acuerdo con el esquema de Gott serían necesarias dos cuerdas cósmicas moviéndose en direcciones opuestas. Al seguir una trayectoria cerrada que rodee las cuerdas se logra el viaje en el tiempo. Una característica notable de esta solución es que el viaje en el tiempo es solo posible para los observadores dentro de una cierta región del espacio-tiempo. Una vez las cuerdas se han alejado lo suficiente el mecanismo ya no puede ser usado para realizar un viaje en el tiempo.

#### Utilización de un núcleo atómico pesado
El físico y escritor de ciencia ficción, Robert L. Forward sugirió que una aplicación ingenua de la relatividad general a la mecánica cuántica permitiría construir una máquina del tiempo. Un núcleo atómico pesado situado dentro de un fuerte campo magnético podría alargarse hasta formar un cilindro, cuya densidad y rotación serían suficientes para viajar en el tiempo. Los rayos gamma proyectados podrían permitir enviar información (aunque no materia) de regreso al pasado.
Sin embargo, él precisó que hasta que no tengamos una sola teoría que combine la relatividad y la mecánica cuántica, no tendremos idea si tales especulaciones son absurdas.

#### Utilización del entrelazamiento cuántico
Los fenómenos de la mecánica cuántica tales como el teletransporte cuántico, la paradoja EPR (nombrada por las iniciales de Albert Einstein, Boris Podolsky y Nathan Rosen), o entrelazamiento cuántico puede parecer que genera un mecanismo que permite la comunicación FTL (faster than light: más rápida que la luz) o viaje temporal.
De hecho algunas interpretaciones de la mecánica cuántica (tales como la interpretación de Bohm) presumen que las partículas intercambian información de manera instantánea para poder mantener la correlación entre ellas. Einstein se refería a este efecto como la “espeluznante [spooky] acción a distancia”.
Curiosamente, las reglas de la mecánica cuántica parecen impedir la transmisión de información útil por estos medios, y por lo tanto parece que no “permitiera” el viaje en el tiempo o la comunicación FTL.
Este hecho es exagerado y mal interpretado por cierto tipo de libros y revistas de pretendida divulgación científica acerca de los experimentos de teleportación. En la actualidad, la manera en que trabaja la mecánica cuántica para mantener la causalidad es un área muy activa de investigación científica.

#### Utilización de líneas temporales cerradas
Algunas soluciones exactas de las ecuaciones de Einstein describen espacios-tiempo que contienen líneas temporales cerradas lo cual permite en teoría que ciertos observadores al viajar sobre ellas hacia el «futuro» después de un cierto tiempo cíclico vuelvan al mismo punto del que partieron. De hecho, en esas soluciones no existe una manera consistente de distinguir entre pasado y futuro, porque no son orientables temporalmente.
Una de estas soluciones es el universo de Gödel, que describe un tipo de universo que no se parece al nuestro. De hecho, algunos físicos dudan que el universo de Gödel y otras soluciones que contienen curvas temporales cerradas sean descripciones físicamente adecuadas de algún tipo de universo, aun cuando satisfacen las ecuaciones de campo de Einstein. Nótese que este método de viaje en el tiempo solo es posible en universos que tengan de por sí cierta estructura, pero en general no sería posible modificar esas condiciones para viajar a cualquier punto del pasado ni modificar las trayectorias posibles que llevan a algunos puntos del «pasado».
Otro teórico de estas estructuras especiales es el estadounidense John Richard Gott, quien postula un universo inflacionario que generaría brotes de nuevos universos; una de esas ramas podría curvarse hacia atrás en un bucle convirtiéndose en su propio origen (véase J. Richard Gott).

#### Utilización del viaje convencional a través del tiempo
Esta teoría implica ver pasar el tiempo como un observador, lo cual a nuestra velocidad normal sería suficiente como para viajar en el tiempo, pero este modo no se puede usar para retroceder, claro está.
Un ejemplo de este tipo de viaje es el satélite KEO, que servirá como una cápsula del tiempo; será enviado al espacio en una órbita que volverá a cruzarse con la Tierra en 50 000 años.

## La filosofía y los viajes a través del tiempo

### La visión «presentista»
El presentismo sostiene que ni el futuro ni el pasado existen, que la materia del universo solo existe en el presente, y que el tiempo es simplemente un concepto del ser humano utilizado para describir lo que sucede a su alrededor. De esta manera no habría un lugar adonde el viajero del tiempo pudiera ir, lo que, según esta teoría, anula el tema del viaje a través del tiempo.
Sin embargo, la teoría de la relatividad en la simultaneidad (dentro del marco de la física moderna) pone en tela de juicio el presentismo y favorece la visión conocida como tetradimensionalismo o cuadridimensionalismo (relacionado con el eternalismo y con la idea del bloque de tiempo), en el cual los eventos pasados, presentes y futuros coexisten todos en un mismo espacio-tiempo.

### La visión del principio antrópico
Físicos como Max Tegmark han sugerido que la ausencia del viaje en el tiempo y la existencia de causalidad pueden darse debido al principio antrópico. El argumento que él propone es que un universo que permitiera viajes en el tiempo y ciclos cerrados de tiempo sería un universo en que postula que la inteligencia no debería evolucionar debido a que sería imposible para una entidad determinar (clasificar) los eventos en un pasado o en un futuro, hacer predicciones, o comprender el mundo a su alrededor. Observando que esto no impondría ninguna restricción ante la creencia de agentes supernaturales (como Dios) los cuales postula que no serían confinados por los límites del espacio-tiempo.